# Tokyo International Women's Marathon
De Tokyo International Women's Marathon (Japans:東京国際マラソン, Tōkyō Kokusai Marason) was een hardloopevenement dat van 1979 tot 2008 jaarlijks in Tokio werd gehouden. Het was een van de prominentste marathons van het jaar. Aan deze wedstrijd mochten alleen vrouwelijke elitelopers deelnemen. Voor mannen was er in februari de Tokyo International Marathon.
Na de 30e editie werd het evenement door de organisatie, die bestond uit de Japan Association of Athletics Federations (JAAF), Asahi Shimbun en TV Asahi ontbonden. Sinds 2007 werd in de maand februari ook de Tokyo Marathon gehouden waar beide seksen samen lopen en ook trimlopers aan de wedstrijd mogen deelnemen. De plaats op de kalender van het oude evenement werd ingenomen door de marathon van Yokohama. De eerste editie van deze loop vond plaats op 15 november 2009.

## Uitslagen
| Editie | Jaar             | Atleet             | Land                | Tijd    |
| ------ | ---------------- | ------------------ | ------------------- | ------- |
| 1      | 18 november 1979 | Joyce Smith        | Verenigd Koninkrijk | 2:37.48 |
| 2      | 16 november 1980 | Joyce Smith        | Verenigd Koninkrijk | 2:30.27 |
| 3      | 15 november 1981 | Linda Staudt       | Canada              | 2:34.28 |
| 4      | 14 november 1982 | Zoja Ivanova       | Oekraïne            | 2:34.26 |
| 5      | 20 november 1983 | Nanae Sasaki       | Japan               | 2:37.09 |
| 6      | 18 november 1984 | Katrin Dörre       | Duitsland           | 2:33.23 |
| 7      | 17 november 1985 | Katrin Dörre       | Duitsland           | 2:34.21 |
| 8      | 16 november 1986 | Rosa Mota          | Portugal            | 2:27.15 |
| 9      | 15 november 1987 | Katrin Dörre       | Duitsland           | 2:25.24 |
| 10     | 20 november 1988 | Aurora Cunha       | Portugal            | 2:31.26 |
| 11     | 19 november 1989 | Lyubov Klochko     | Oekraïne            | 2:31.33 |
| 12     | 9 december 1990  | Li-Hua Xie         | Zwitserland         | 2:33.04 |
| 13     | 17 november 1991 | Mari Tanigawa      | Japan               | 2:31.27 |
| 14     | 15 november 1992 | Liz McColgan       | Verenigd Koninkrijk | 2:27.38 |
| 15     | 21 november 1993 | Valentina Jegorova | Rusland             | 2:26.40 |
| 16     | 20 november 1994 | Valentina Jegorova | Rusland             | 2:30.09 |
| 17     | 19 november 1995 | Junko Asari        | Japan               | 2:28.46 |
| 18     | 17 november 1996 | Nobuko Fujimura    | Japan               | 2:28.58 |
| 19     | 30 november 1997 | Makiko Itō         | Japan               | 2:27.45 |
| 20     | 15 november 1998 | Junko Asari        | Japan               | 2:28.29 |
| 21     | 21 november 1999 | Eri Yamaguchi      | Japan               | 2:22.12 |
| 22     | 19 november 2000 | Joyce Chepchumba   | Kenia               | 2:24.02 |
| 23     | 18 november 2001 | Derartu Tulu       | Ethiopië            | 2:25.08 |
| 24     | 17 november 2002 | Banuelia Mrashani  | Tanzania            | 2:24.59 |
| 25     | 16 november 2003 | Elfenesh Alemu     | Ethiopië            | 2:24.47 |
| 26     | 21 november 2004 | Bruna Genovese     | Italië              | 2:26.34 |
| 27     | 20 november 2005 | Naoko Takahashi    | Japan               | 2:24.39 |
| 28     | 19 november 2006 | Reiko Tosa         | Japan               | 2:26.15 |
| 29     | 18 november 2007 | Mizuki Noguchi     | Japan               | 2:21.37 |
| 30     | 16 november 2008 | Yoshimi Ozaki      | Japan               | 2:23.30 |